# Stazione di Indianapolis Union
La stazione di Indianapolis Union è una stazione del treno intercity nel quartiere commerciale di Indianapolis, nell'Indiana. Il terminal è servito dalla linea Cardinal di Amtrak, che passa per Indianapolis tre volte alla settimana.
Indianapolis è stata la prima città al mondo a ideare una stazione congiunta (union station) nel 1848. L'edificio della stazione fu aperto il 20 settembre 1853 al civico 39 di Jackson Place, gestito dalla Indianapolis Union Railway. Una stazione romanica Richardsoniana molto più grande fu progettata dall'architetto Thomas Rodd di Pittsburgh e costruita nella stessa posizione a partire dal novembre 1886 e inaugurata nel settembre 1888. L'edificio principale (principale area di attesa e ufficio) e la torre dell'orologio di questa seconda stazione sono ancora oggi esistenti.
Amtrak, la compagnia ferroviaria nazionale per passeggeri, continua a servire la stazione di Indianapolis Union in un'area sotterranea, con il treno Cardinal (Chicago-New York City, via Cincinnati e Washington) ed è stato il capolinea orientale dello Hoosier State fino alla sua interruzione il 30 giugno 2019.

## Architettura
Il progetto di Thomas Rodd mostra chiaramente l'influenza dell'architetto Henry Hobson Richardson (1838–1886). Lo storico James R. Hetheringon ha concluso che Rodd avrebbe studiato il quasi completato tribunale della contea di Allegheny progettato da Richardson prima della sua morte nel 1886. Considerato da Richardson come il suo miglior lavoro, il tribunale fu molto influente, con la stazione congiunta uno dei più antichi esempi sopravvissuti.
La stazione a tre piani è costruita in granito e mattoni, con una falda freatica malconcia e enormi archi in mattoni caratteristici del romanico. È dotato di un enorme rosone, tetto in ardesia, garitte agli angoli delle sezioni e una Torre dell'orologio alta 56 metri (185 piedi). La stazione del 1888 comprendeva una grande copertura di ferro a livello della strada.

## Storia

### Origini
La prima ferrovia a raggiungere Indianapolis fu la ferrovia Madison-Indianapolis, che entrò in servizio nel 1847. Diverse compagnie ferroviarie iniziarono a collegare Indianapolis ad altre località, ma ognuna aveva la propria stazione in varie parti della giovane città, creando problemi sia per i passeggeri che per le merci. Questo problema era comune a molte città degli Stati Uniti, ma Indianapolis fu il primo a risolverlo con una stazione centrale, che tutte le ferrovie dovevano usare. Nell'agosto del 1849 fu fondata la Union Railway Company, che iniziò a posare i binari per collegare le varie ferrovie. Quindi, nel 1853, costruì una grande piattaforma di mattoni nel punto in cui tutte le linee si incontravano. In questo periodo, vicino a Columbus, nell'Ohio, nel 1851 era stata costruita la Columbus Union Station, diventando la prima stazione congiunta costruita. Tuttavia, la stazione di Indianapolis aveva più elementi di una stazione congiunta cooperativa, soprattutto perché la stazione di Columbus aveva un unico spazio di stazionamento ferroviario, mentre la stazione di Indianapolis era uno progetto congiunto e un accordo fra diverse proprietà.
Con l'aumentare del traffico ferroviario di Indianapolis, i limiti della struttura originaria divennero sempre più evidenti. Nel 1886 fu assunto Thomas Rodd, che all'epoca era impiegato presso la Pennsylvania Railroad, ma faceva parte di progetti indipendenti di ingegneria civile e architettura. La nuova stazione fu completata nel 1888, e nel 1889 320.996 vagoni passeggeri (attraverso 45.204 treni) e 861.991 vagoni merci passarono attraverso la stazione. Nel 1893 circa 25.000 passeggeri viaggiarono in media su 120 treni passeggeri al giorno.
Prima del 1900, venivano serviti oltre 200 treni al giorno, costringendo la stazione ad espandersi, costruendo una piattaforma sopraelevata (1915-1922), per non interferire con il regolare traffico stradale. La stazione divenne seconda solo alla Union Station di Chicago come snodo ferroviario del Midwest.

### Dopo la seconda guerra mondiale
Negli anni 1940, diverse linee giungevano ancora alla stazione: Baltimora e Ohio, Chicago, Indianapolis e Louisville Railroad (Monon Railroad), Illinois Central, New York Central, New York, Chicago e St. Louis Railroad (Nickel Plate Road) e la Pennsylvania Railroad. Dopo la seconda guerra mondiale, i viaggi in treno passeggeri interurbani negli Stati Uniti iniziarono a diminuire. Durante gli anni 1960 e fino all'epoca dell'Amtrak, il numero di passeggeri ferroviari scese a un tale minimo che nelle città in cui le stazioni ferroviarie non servivano al traffico dei pendolari, la maggior parte era destinata ad andare in declino, finanche ad essere chiuse e demolite. Anche la stazione di Indianapolis ha quasi subito quel destino: verso la fine degli anni 1970, vagabondi e vandali presero il controllo di gran parte della struttura, con necessità di numerosi interventi di polizia e pompieri. Imprenditori e politici locali iniziarono a cercare un modo per preservare la Union Station e trasformarla di nuovo in una parte vitale della città.
Negli anni '70, Amtrak progettò di eseguire il servizio AutoTrak proposto fuori dalla Indianapolis Union Station, ma questo servizio pianificato fu infine scartato.
La stazione è stata inserita nel registro nazionale dei luoghi storici il 14 luglio 1982. A partire dal 1984, la struttura è stata rinnovata e convertita dal suo uso principale come stazione ferroviaria in un mercato coperto. Lo studio di architettura di Indianapolis di Woolen, Molzan and Partners è stato responsabile del restauro dello storico capannone della stazione, riaperto nel 1986. La Union Station divenne un centro commerciale pieno di ristoranti, locali notturni e negozi specializzati che includeva un negozio NBC e un rivenditore di treni modello. L'estremità orientale dell'ex piattaforma del treno presentava una grande area di ristorazione, oltre a numerosi bar e locali notturni indipendenti. Statue di individui che potrebbero essere stati visti nella stazione ferroviaria negli anni precedenti sono state installate in tutta la struttura. Un albergo della catena Crowne Plaza occupava gran parte della parte occidentale del capannone ferroviario, riconvertito ad albergo a tema, con ventisei delle sue stanze alloggiate all'interno di vecchie carrozze ferroviarie.
Nel 1997 il progetto di riqualificazione della stazione si concluse, quando l'ultimo esercizio commerciale (un ristorante Hooters) si trasferì in un altro edificio vicino al centro. L'apertura del Circle Center Mall del settembre 1995, a un isolato a nord, aveva infatti attirato la stragrande maggioranza dei clienti al dettaglio della Union Station. Un ponte pedonale pianificato tra queste due strutture era stato negato dai funzionari per motivi di conservazione storico-architettonica e una connessione sotterranea diretta non era considerata economicamente fattibile. L'amministrazione comunale di Indianapolis fu costretta ad acquistare la proprietà della Union Station e iniziò a cercare un altro riutilizzo per gran parte dell'edificio. Dopo un po' di tempo, ha iniziato ad affittare spazi per una vasta gamma di scopi, incluso l'uso in ufficio e una pista coperta per go-kart.
Nel 2002, la nuova scuola Charter venne inaugurata all'interno della struttura, mentre il successo dell'albergo a tema portò al suo ampliamento per occupare una porzione più ampia dell'edificio. Altre aziende e organizzazioni iniziarono a chiedere ed affittare spazi nella stazione. Nel 2006, gli inquilini includevano Bands of America, il Consolato del Messico (che poi si è trasferito altrove in centro), il Museo di storia afroamericana dell'Indiana, l'associazione nippostatunitense dell'Indiana e l'Accademia Indiana Pacers (un'altra scuola charter). Molte delle indicazioni interne dell'edificio mostrano sono ancora scritte in spagnolo e inglese, riflettendo i cambiamenti demografici di Indianapolis, oltre ad essere rimasti dai tempi in cui l'edificio ospitava il consolato messicano. La grande sala della Union Station è anche affittata per banchetti e altri eventi speciali.
Nel gennaio 2011, è stata aperta un nuovo passaggio sotterraneo tra il Centro congressi dell'Indiana (ICC) recentemente ampliato e il vicino Lucas Oil Stadium. Contiene anche un collegamento con l'hotel Crowne Plaza all'estremità occidentale della Union Station. Questo percorso pedonale climatizzato sostituisce un collegamento fuori terra tra l'hotel e la cupola RCA ora demolita, che sorgeva dove ora si trova la nuova ala del centro congressi.
Il servizio di treno passeggeri è stato molto limitato nell'era Amtrak. Quando Amtrak iniziò le operazioni nel 1971, interruppe il servizio su un solo treno, lo Spirit of St. Louis e il suo successore, il National Limited. Quando quel treno fu interrotto nel 1979, Indianapolis rimase senza alcun servizio ferroviario fino al 1980, quando lo Hoosier State iniziò a viaggiare ogni giorno verso Chicago. I treni in direzione nord partivano la mattina, mentre i treni in direzione sud arrivavano la sera. Fu raggiunto nel 1986 dal Cardinal da New York a Chicago. Fino alla sua interruzione (a causa della mancanza di finanziamenti) nel giugno 2019, lo Hoosier State ha funzionato nei quattro giorni in cui il Cardinal non ha operato, fornendo così un servizio giornaliero lungo la rotta. I passeggeri salgono da un'area di attesa nella parte meridionale del vecchio capannone ferroviario della Union Station, a livello della strada lungo Illinois Street.
Dal 1999 al 2003, la stazione fu servita dal Kentucky Cardinal, un'estensione dello Hoosier State che correva a Louisville, operando come una sezione del Cardinal nei giorni in cui viaggiava il Cardinal. Il treno in direzione sud si separava dal Cardinal in direzione est alla Union Station, mentre il treno in direzione nord si univa al Cardinal in direzione ovest per il viaggio verso Chicago.
La stazione è servita da due linee dell'Amtrak Thruway Motorcoach: una che serve l'Illinois centrale e occidentale (Quad Cities, Peoria, Bloomington-Normal, Champaign-Urbana e Danville) e un'altra che si ferma a Nashville, Louisville e Cincinnati.
La stazione Amtrak si trova in una posizione congiunta con la stazione degli autobus di Greyhound, rendendolo uno snodo di trasporto intermodale, anche se piccolo. Attualmente non esiste un servizio pendolare o di metropolitana leggera a Indianapolis. Nell'esercizio 2013 Indianapolis ha registrato una media di circa 99 passeggeri al giorno, rendendola la fermata più trafficata in Indiana servita da Amtrak.

## Galleria d'immagini

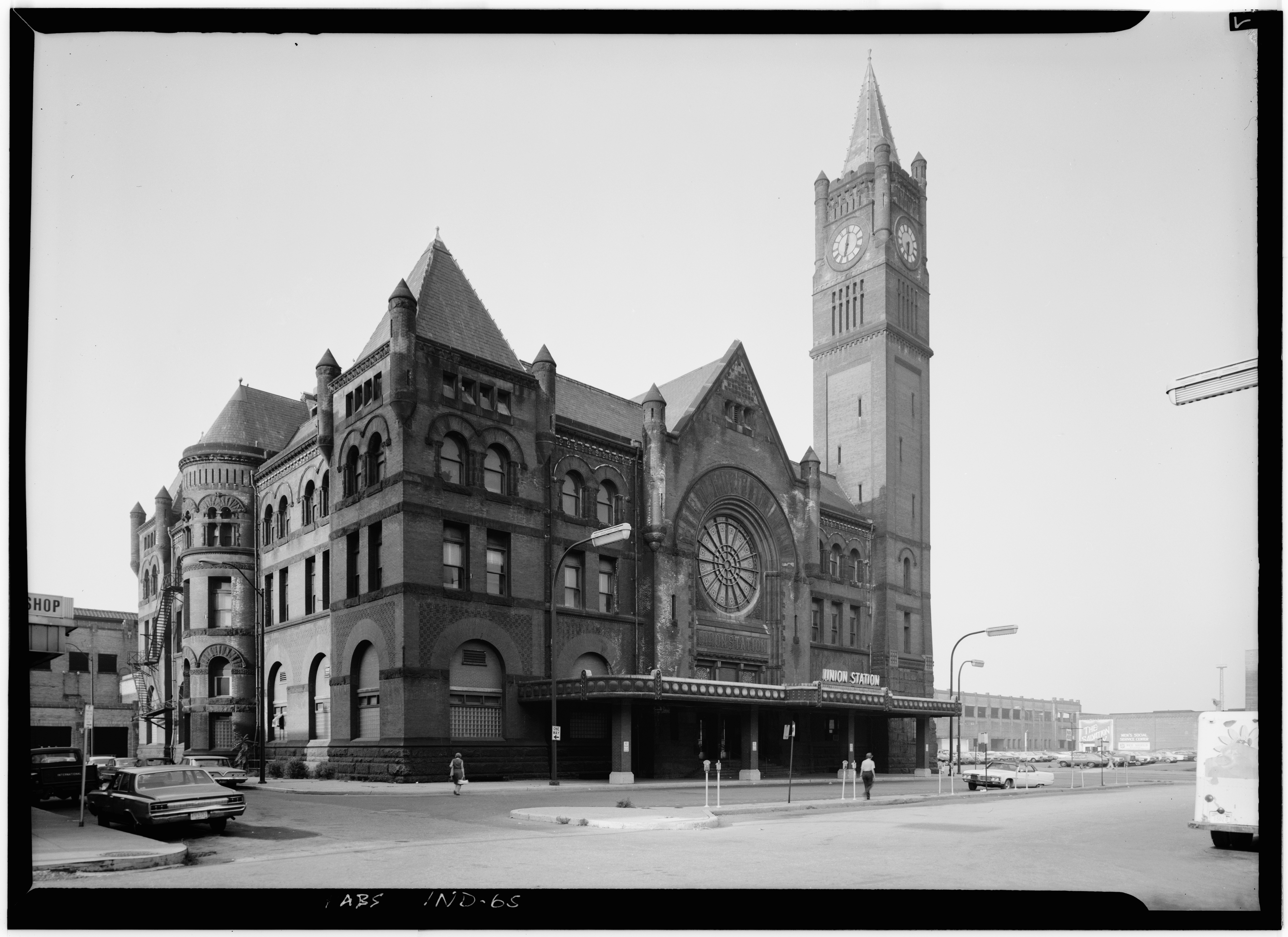
Fronte nord, 1970
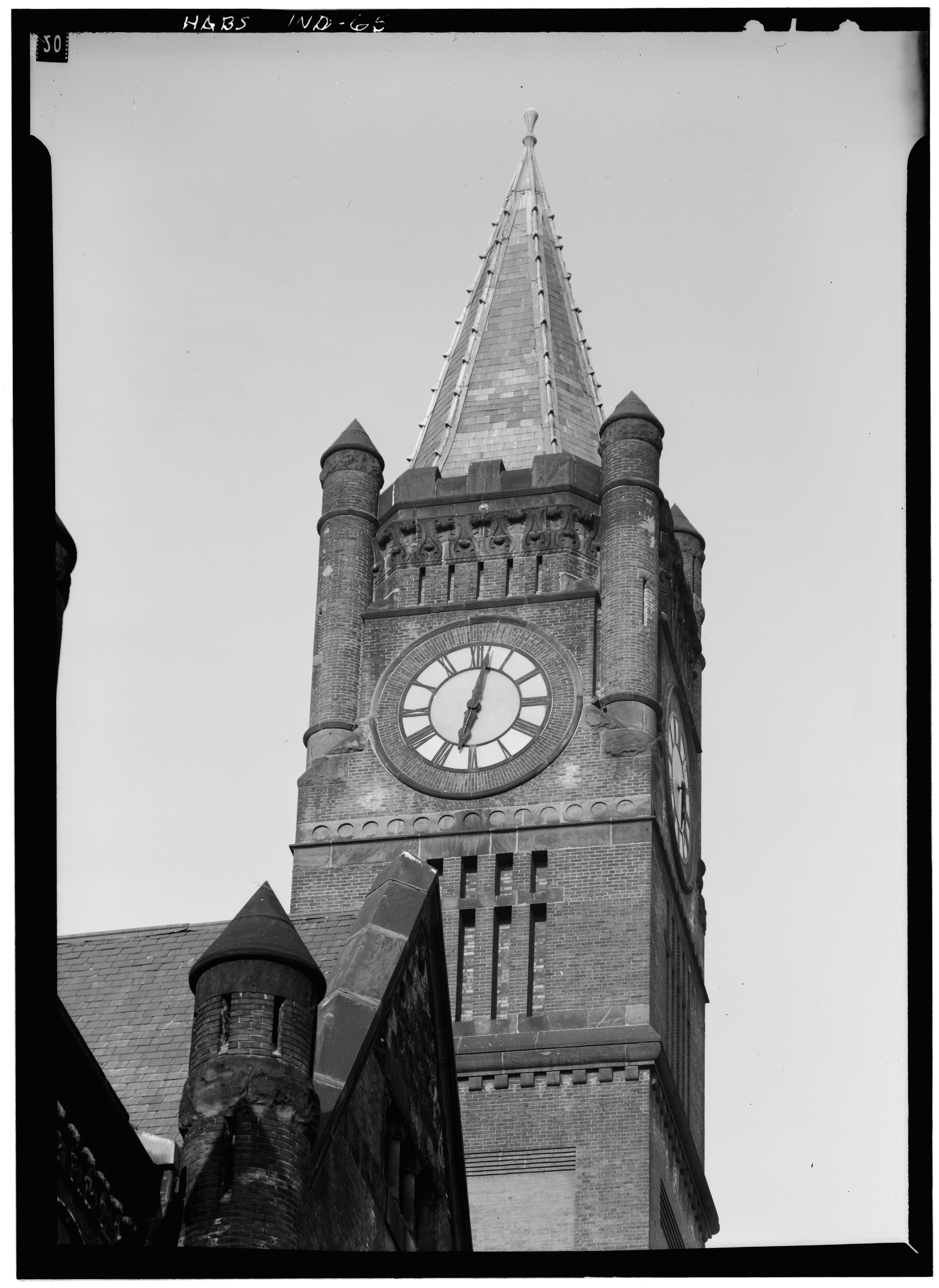
Dettaglio della torre, 1970
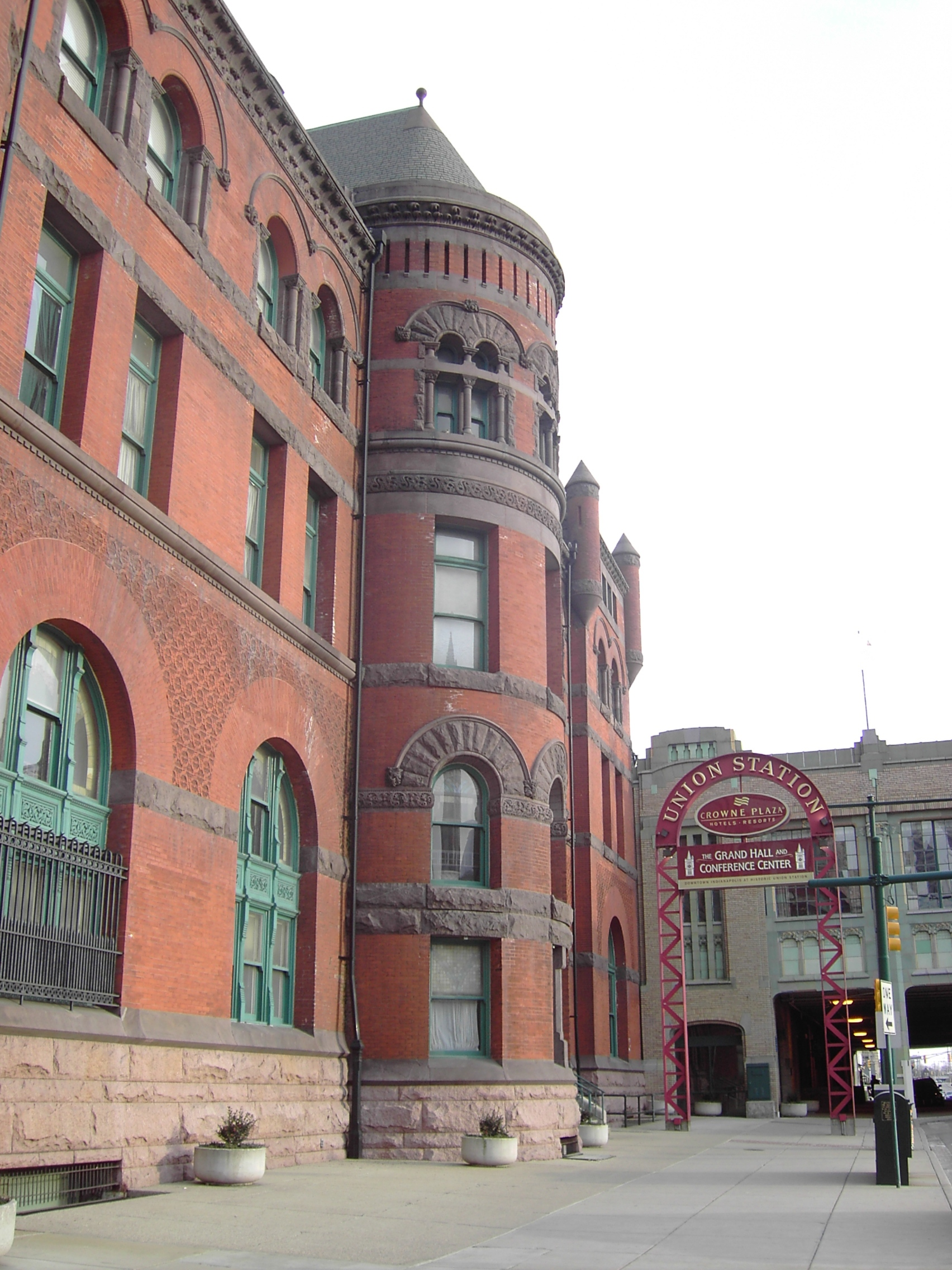
Ingresso sud dell'Illinois Street
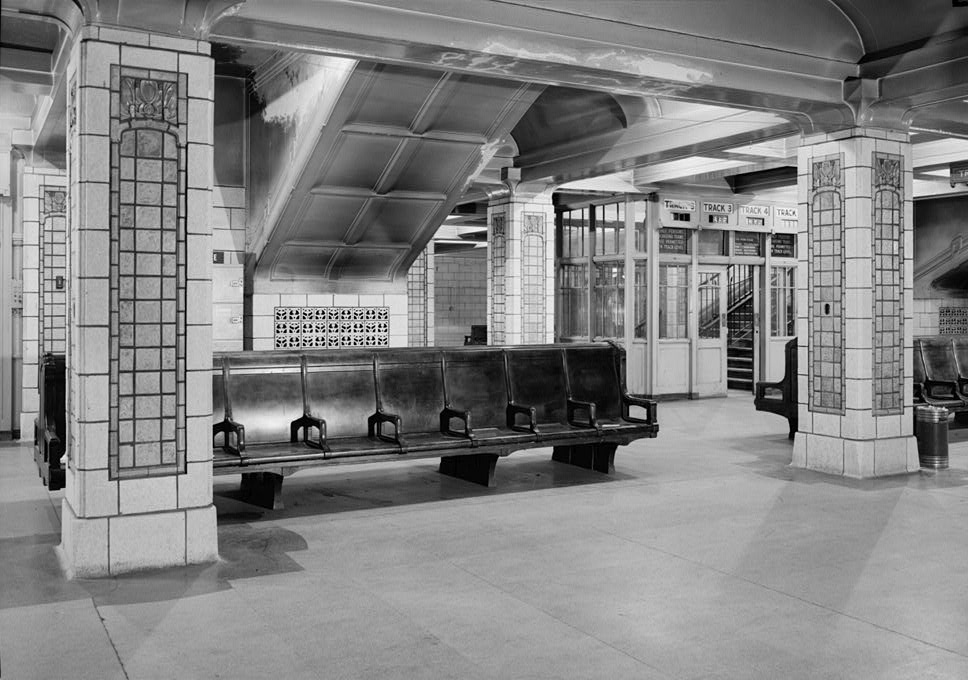
Cancelli del treno, 1970
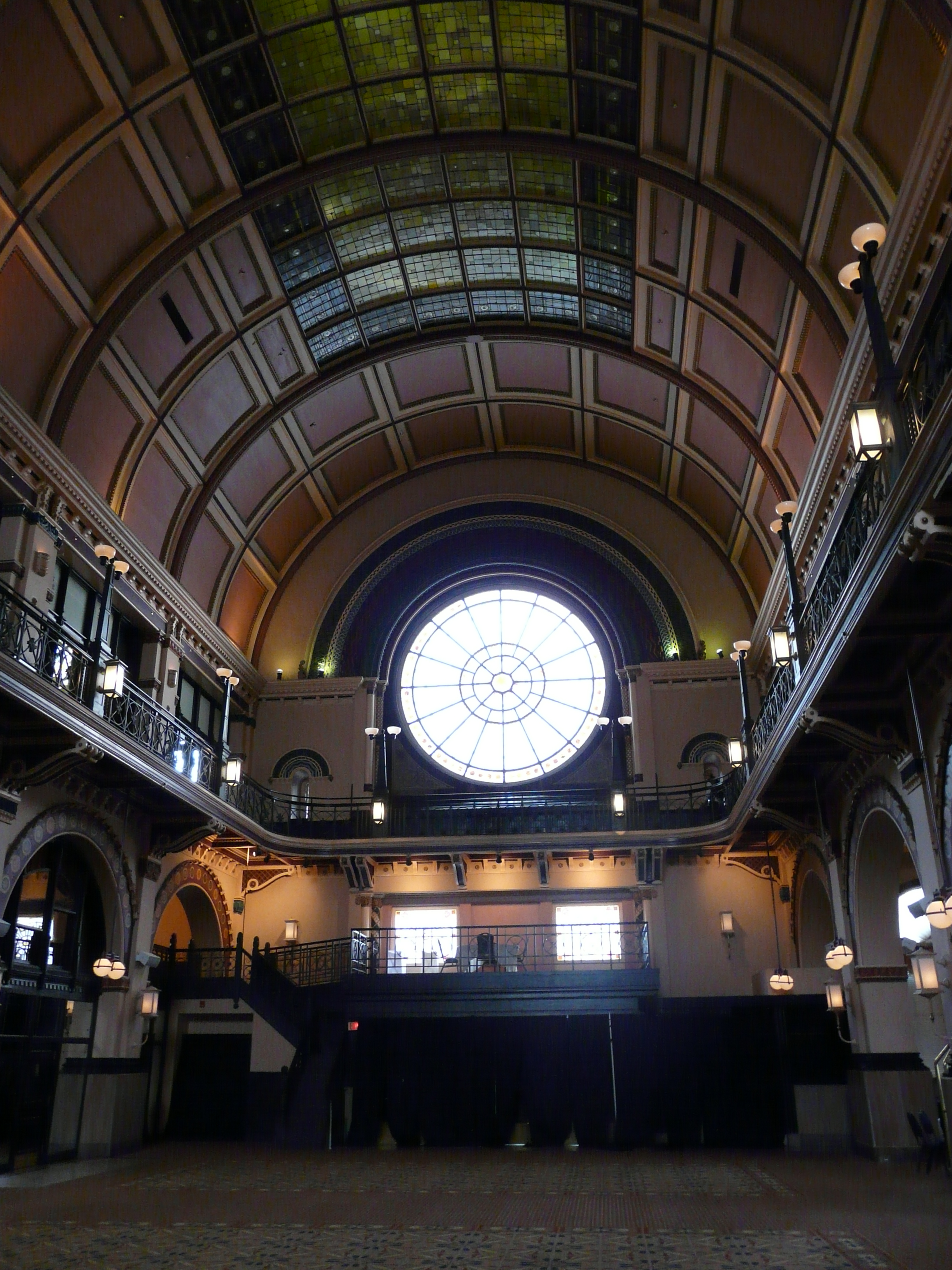
Sala principale
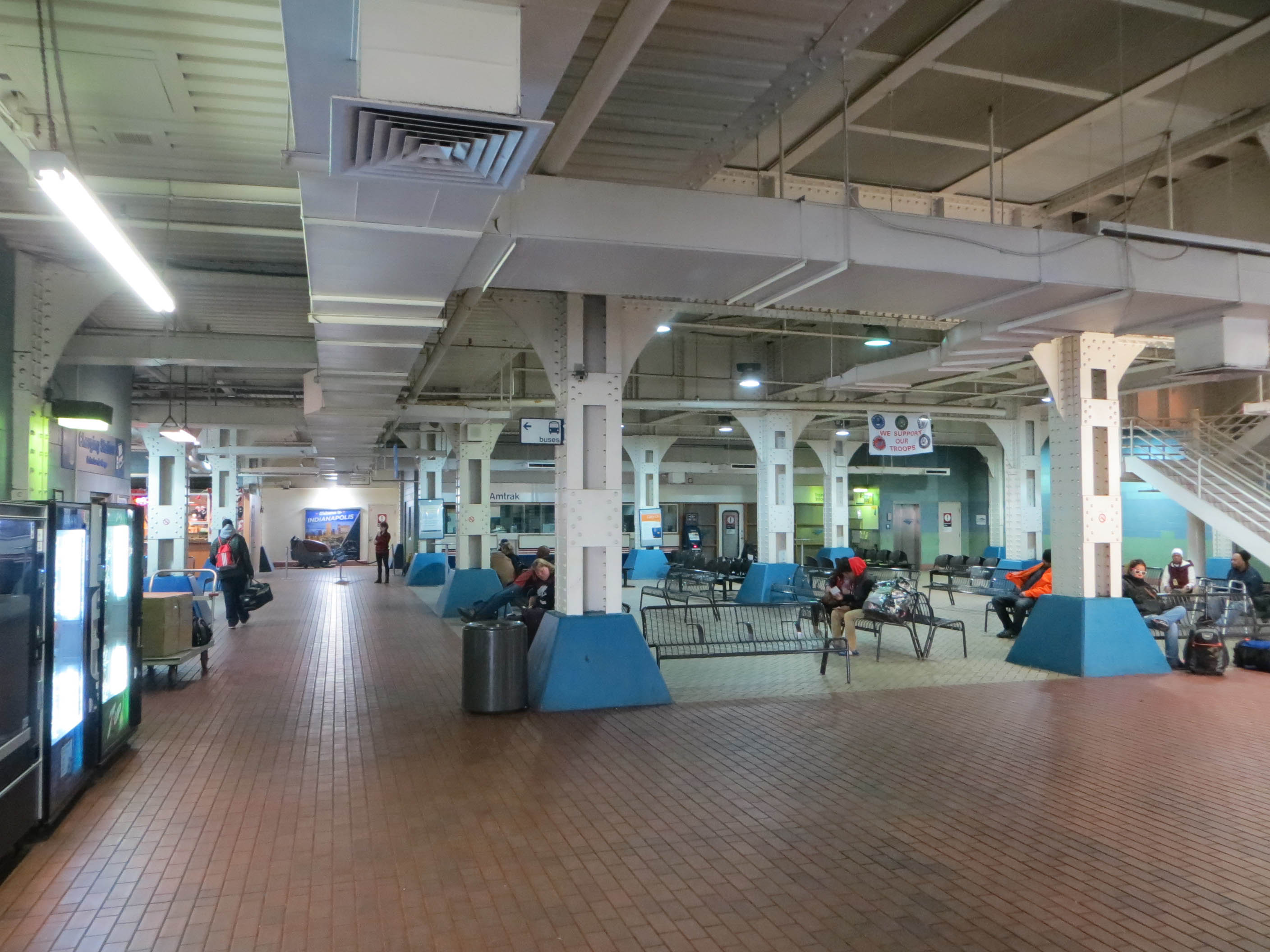
Sala d'attesa
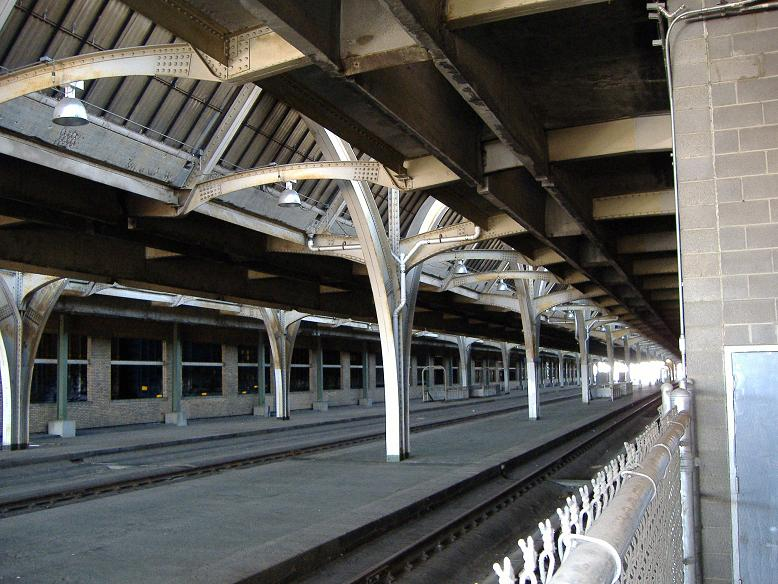
piattaforme